# Aphelandra grandis
Aphelandra grandis är en akantusväxtart som beskrevs av Emery Clarence Leonard. Aphelandra grandis ingår i släktet Aphelandra och familjen akantusväxter. Inga underarter finns listade i Catalogue of Life.